# ショノルキス・フラグランス
ショノルキス・フラグランス Schoenorchis fragrans はラン科植物の1つ。ごく小型の着生ランだが、小さな花が多数つくので鑑賞価値は認められている。

## 特徴
小型の着生植物。草丈は3cmほどにしかならない。茎は約2cmで、多数の葉を2列に密につける。葉は長楕円形で長さ2.0-2.5cm、葉質は厚くて堅く、葉の先端は丸くなってその先が急に小さく突き出す。花茎は弓状に曲がりながら伸びて、その長さは2cmで、そこに多数の花を密集させる。花は半ばまで開く形で、長さ約0.5cm、紅紫色をしている。上萼片は卵形で長さ0.3cm、側萼片やや歪んだ倒卵形、で長さ0.5cm、先端は尖る。唇弁はわずかだけ3つに裂け、長さ0.3cmで中央の裂片は舌形で中央に多肉のカルスが乗る。距は長さ0.3cm、まっすぐに伸びて円筒形をしており、先端部がややふくれる。蕊柱は短い。

### 命名の経緯
本種は最初は H. G. Leochenbach らによって Saccolobium 属の新種として1876年に記載したもので、これを1963年に Siedenfaden と T. Smitinand が本属に移したものである。
種小名は『香りが強い』の意であるが、普通は匂わない。

## 分布と生育環境
インド北東部からミャンマー、タイに分布し、混交林の乾燥気味な場所で樹冠部に着生する。

## 利用
洋ランとして栽培鑑賞される。本属ではユンキフォリアがもっとも流通しているが、本種はほぼそれにつぐものである。ただしいずれにせよ一般に広く知られたものではない。